# 梅西米
梅西米（法語：Messimy，法語發音：[mɛsimi]）是法国罗讷省的一个市镇，属于里昂区。

## 地理
梅西米（45°41'53"N, 4°40'27"E）面积11.1 平方千米，位于法国奥弗涅-罗讷-阿尔卑斯大区罗讷省，该省份为法国中东部省份，北起顺时针与索恩-卢瓦尔省、安省、里昂大都会、伊泽尔省和卢瓦尔省接壤。
与梅西米接壤的市镇（或旧市镇、城区）包括：雅雷地区苏雪、蒂兰、布兰达、沃涅赖。

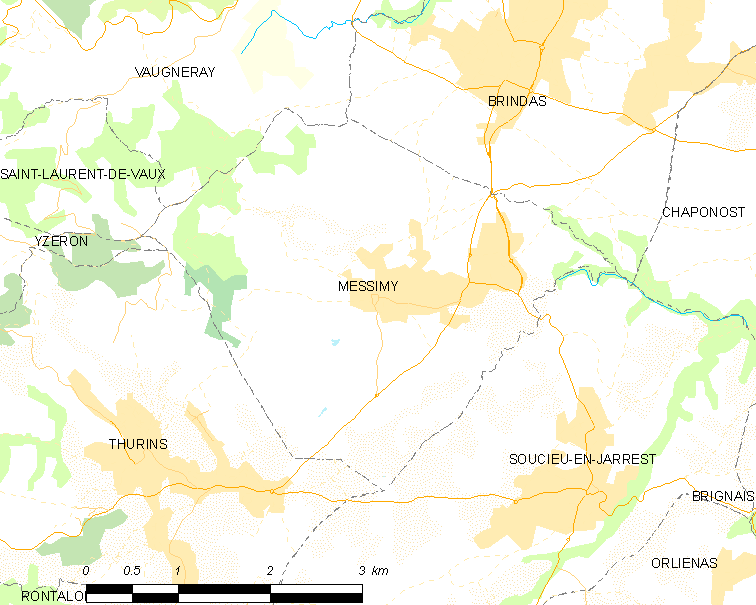
梅西米的OSM定位图

梅西米的时区为UTC+01:00、UTC+02:00（夏令时）。

## 行政
梅西米的邮政编码为69510，INSEE市镇编码为69131。

## 政治
梅西米所属的省级选区为布里涅县。

## 人口

1962-2008年间梅西米人口变化图示

梅西米于2022年1月1日时的人口数量为3565人。